# Parker (Arizona)
Parker es un pueblo ubicado en el condado de La Paz en el estado estadounidense de Arizona. En el Censo de 2010 tenía una población de 3083 habitantes y una densidad poblacional de 54,13 personas por km².

## Geografía
Parker se encuentra ubicado en las coordenadas 34°2′32″N 114°13′35″O / 34.04222, -114.22639. Según la Oficina del Censo de los Estados Unidos, Parker tiene una superficie total de 56.95 km², de la cual 56.92 km² corresponden a tierra firme y (0.06 %) 0.03 km² es agua.

## Demografía
Según el censo de 2010, había 3.083 personas residiendo en Parker. La densidad de población era de 54,13 hab./km². De los 3.083 habitantes, Parker estaba compuesto por el 44.44 % blancos, el 1.43 % eran afroamericanos, el 20.6 % eran amerindios, el 0.84 % eran asiáticos, el 0.06 % eran isleños del Pacífico, el 26.37 % eran de otras razas y el 6.26 % pertenecían a dos o más razas. Del total de la población el 41.94 % eran hispanos o latinos de cualquier raza.